# 13. siječnja
13. siječnja (13. 1.) 13. je dan godine po gregorijanskom kalendaru.
Do kraja godine imaju još 352 dana (353 u prijestupnoj godini).

## Događaji
- 812. – Sklopljen je Aachenski mir, mirovni ugovor koji je bizantski car Mihajlo I. Rangabe sklopio s Karlom Velikim.
- 888. – Odo postaje kralj Franaka.
- 1559. – Elizabeta I. okrunjena za kraljicu Engleske.
- 1610. – Galileo Galilei otkrio Kalista, Jupiterovog mjeseca.
- 1898. – Émile Zola objavljuje članak "J'accuse".
- 1915. – potres u Avezzanu (Italija), više od 29.000 žrtava.
- 1917. – U Velikoj Britaniji žene dobile pravo glasa.
- 1953. – Josip Broz Tito izabran za predsjednika Jugoslavije.
- 1986. – Na snimkama letjelice Voyager 2, otkrivena su još tri Uranova satelita: Belinda, Dezdemona i Rozalinda.
- 1992. – Vatikan priznao Hrvatsku kao samostalnu i suverenu državu.
- 1992. – Japan se ispričao za seksualna zlostavljanja korejskih žena u Drugom svjetskom ratu.
- 2001. – potres u Salvadoru, 952 žrtve.

| - 1674. – Prosper Jolyot Crébillon, francuski književnik († 1762.) - 1734. – Luka Sorkočević, hrvatski skladatelj († 1789.) - 1813. – Ljudevit Vukotinović, hrvatski književnik, znanstvenik i političar, jedan od hrvatskih preporoditelja († 1893.) - 1859. – Karl Bleibtreu, njemački književnik († 1928.) - 1867. – Ivo Ćipiko, hrvatski književnik († 1923.) - 1891. – Rudolf Fizir, hrvatski zrakoplovac († 1960.) - 1911. – Guido Del Mestri, prvi kardinal podrijetlom iz BiH († 1993.) - 1961. – Julia Louis-Dreyfus, američka glumica i komičarka - 1966. – Patrick Dempsey, američki glumac - 1972. – Vitalij Šerbo, bjeloruski gimnastičar - 1972. – Mark Bosnich, australski nogometaš hrvatskog podrijetla - 1974. – Dražen Šivak, hrvatski glumac - 1975. – Matej Mamić, hrvatski košarkaš - 1976. – Srđana Šimunović, hrvatska glumica - 1977. – Orlando Bloom, glumac - 1982. – Guillerno Coria, argentinski tenisač - 1984. – Raif Badawi, saudijski aktivist - 1988. – Miloš Biković, srpski glumac | - 85. pr. Kr. – Gaj Marije, rimski plebejac i general (* 157. pr. Kr.) - 888. – Karlo III., car Svetog Rimskog Carstva (* 839.) - 1887. – Antun Karlo Bakotić, hrvatski fizičar i književnik (* 1831.) - 1891. – Antonio Bajamonti, splitski gradonačenik i liječnik (* 1822.) - 1897. – David Schwarz, hrvatski izumitelj židovsko-austrijskog porijekla (* 1850.) - 1929. – Wyatt Earp, američki lovac, čuvar zakona, tragač za zlatom, ikona Divljeg zapada (* 1848.) - 1941. – James Joyce, irski književnik (* 1882.) - 1980. – Nikola Miličević, hrvatski emigrantski djelatnik, zagovornik za demokratsku suverenu i slobodnu Hrvatsku - 2010. – Neda Andrić, hrvatska ekonomistica i političarka (* 1927.) - 2012. – Rauf Denktaş, turski političar, 1. predsjednik Sjevernog Cipra (* 1924.) - 2012. – Miljan Miljanić, srpski nogometaš, trener Real Madrida i Crvene zvezde, izbornik Jugoslavije |

## Blagdani i spomendani
- Dan sv. Hilarija iz Poitiersa

## Imendani
- Hilarije
- Veronika
- Remigije
- Radovan

## Vanjske poveznice
|  | Zajednički poslužitelj ima još gradiva o temi 13. siječnja |